# Evolvulus frankenioides
Evolvulus frankenioides är en vindeväxtart som beskrevs av Stefano Moricand. Evolvulus frankenioides ingår i släktet Evolvulus och familjen vindeväxter. Utöver nominatformen finns också underarten E. f. subglaber.